# Cottbusser Platz (métro de Berlin)
Cottbusser Platz est une station de la ligne 5 du métro de Berlin. Elle est située au sud de la rue d'Hellersdorf, qui est parallèle à la ligne 5, à hauteur de la place Cottbusser dans le quartier d'Hellersdorf, à Berlin en Allemagne.

## Situation sur le réseau

Plan du métro.

La station Cottbusser Platz de la ligne 5 du métro de Berlin, est située entre la station Kienberg au sud-ouest, en direction du terminus Hauptbahnhof, et la station Hellersdorf au nord-est, en direction du terminus Hönow.
Elle dispose d'un quai central encadré par les deux voies de la ligne.

## Histoire
La station Cottbusser Platz est mise en service le 1er juillet 1989, lors de l'ouverture à l'exploitation du prolongement de la ligne E entre Tierpark et Hönow.

## Services aux voyageurs

### Accès et accueil
La station possède quatre accès et est ouverte aux personnes à mobilité réduite.

### Desserte
Cottbusser Platz est desservie par les rames circulant sur la ligne 5 du métro.

Installations et desserte
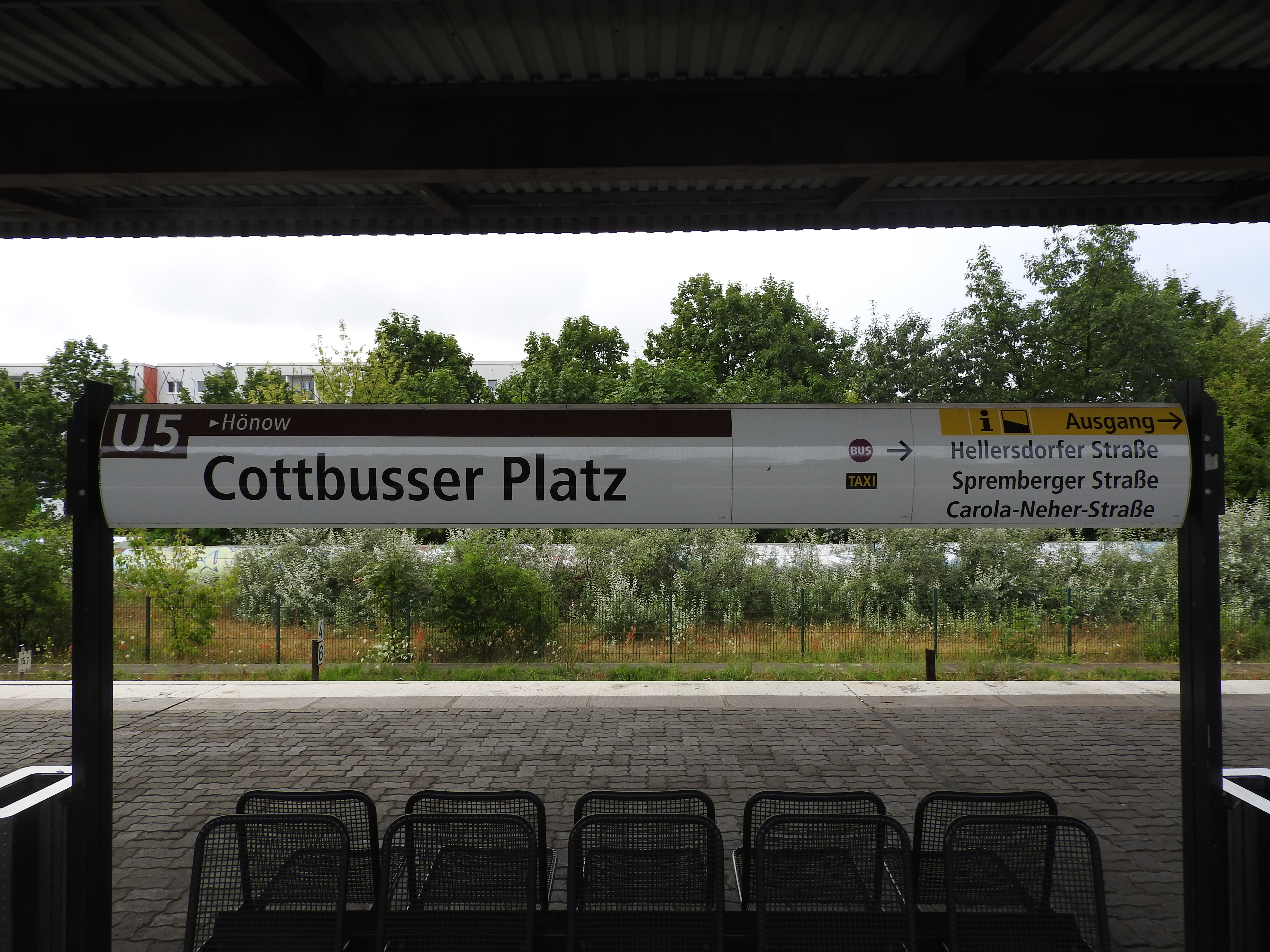
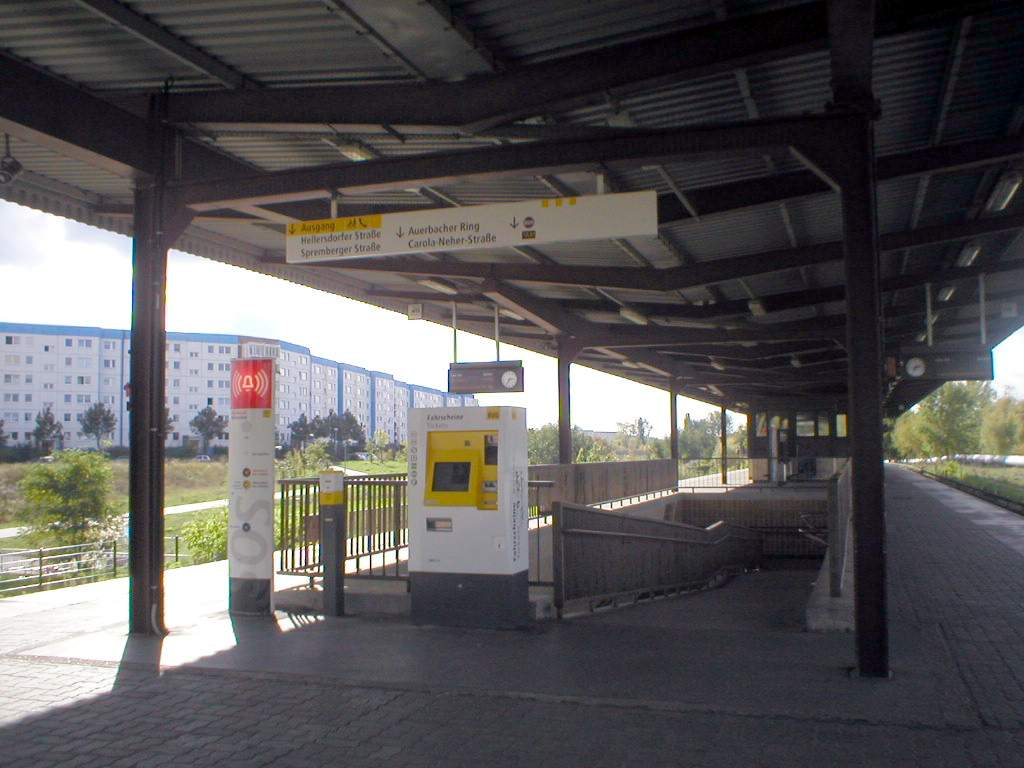
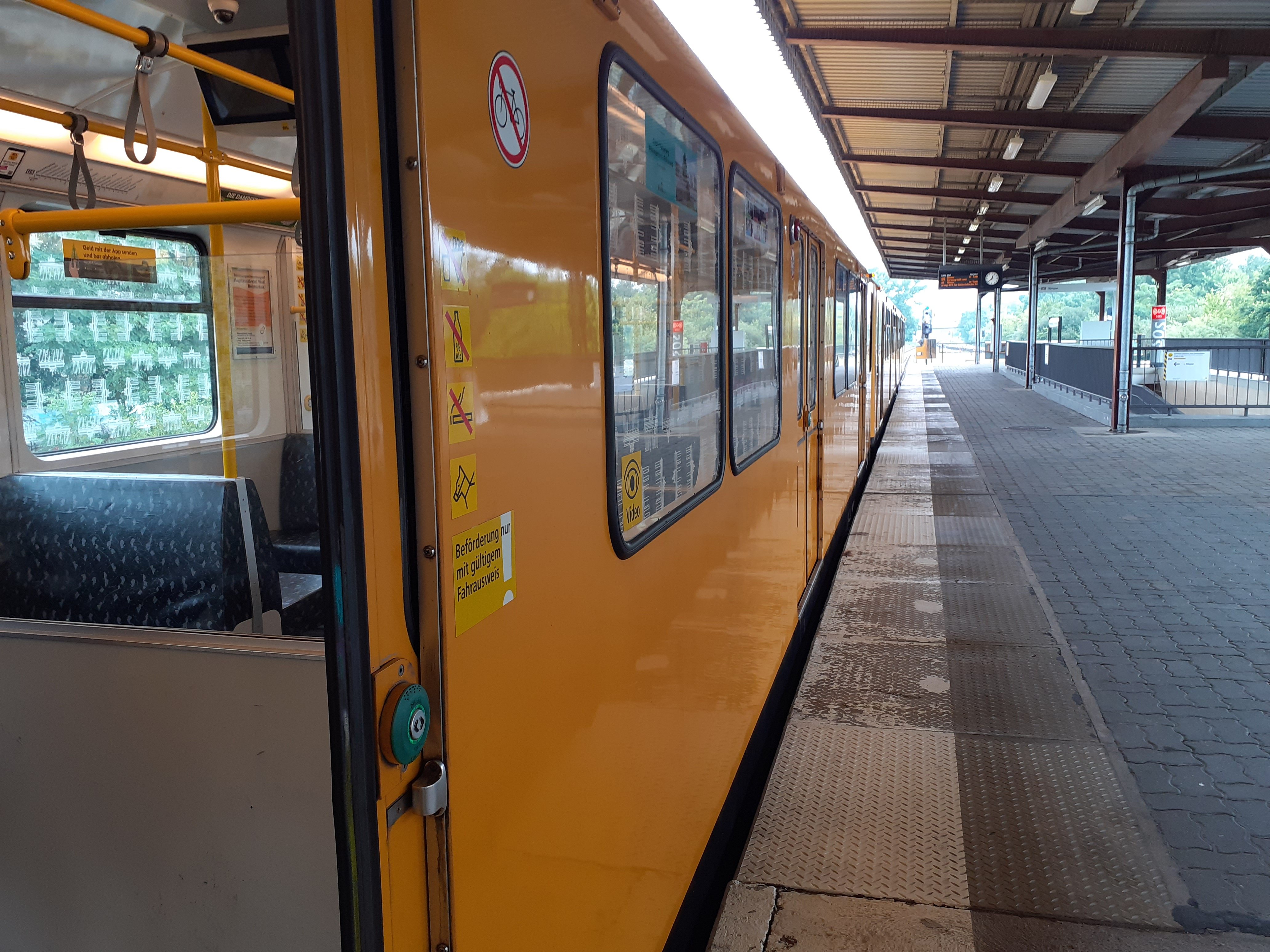

### Intermodalité
La station est en correspondance avec la ligne d'autobus no 195 de la BVG.